# Phryganopteryx inexpectata
Phryganopteryx inexpectata is een vlinder uit de familie spinneruilen (Erebidae), onderfamilie beervlinders (Arctiinae). De wetenschappelijke naam van de soort is voor het eerst geldig gepubliceerd in 1931 door Rothschild.
Deze nachtvlinder komt voor in tropisch Afrika.